# Atypus affinis

Atypus affinis este un păianjen migalomorf comun în Europa. 

## Descriere
Prosoma are o culoare neagră brunie, iar opistosoma este maronie. Masculul este mai mic și mai închis la culoare. Lungimea masculului este de aproximativ 7 - 9mm, în timp ce femela este mai mare, de 10 - 15mm. Acestă specie arată la fel ca Atypus piceus, dar juvenilii sunt de nuanțe mai deschise și organele filiere au pete de culoare mai deschise. Glanda veninoasă se află în întregime în cadrul chelicerelor. Colții chelicerelor sunt orientați în jos. 

## Modul de viață
Acest păianjen construiește un tub de mătase, care este ascuns parțial în pământ. Partea aeriană este camuflată cu particule de sol, de frunze etc. Păianjenul așteaptă prada să se apropie și să atingă tubul. Apoi, el atacă victima prin pereții tubului și o trage în interior. După masă, resturile sunt aruncate afară, iar gaura reparată. Toată viață și-o petrec în tub, doar masculii îl părăsesc în timpul împerecherii.

## Reproducere
Atypus affinis devine matur sexual la aproximativ 4 ani. Împerecherea are loc toamna, în tubul femelei. Masculul atinge ușor tubul femelei, dacă ea este receptivă el intră. Ei trăiesc împreună până la moartea mascului, la scurt timp după acuplare. Femela depune ponta suspendată în interiorul tubului. Juvenilii eclozează vara, însă părăsesc cuibul mamei anul următor. 

## Răspândire
Acesta populează pășunile, solurile nisipoase sau calcaroase. Deseori este întâlnit în păduri. Se găsește în Europa, Caucaz, nord-estul Africii.